# Zespół Stu
Zespół Stu – organizacja polityczna okresu międzywojennego w Polsce utworzona w roku 1923. Głosiła ideologię nacjonalistyczną o wyraźnej inspiracji włoskim faszyzmem. Czołową rolę odgrywali w niej: Kornel Krzeczunowicz, Wacław Mejbaum oraz Aleksander Domaszewicz.

## Członkowie
W skład grupy wchodziły 42 osoby, m.in. Włodzimierz Koskowski, Tadeusz Jaskólski, Stefan Mękarski, Stefan Uhma, Wawrzyniec Kubala, Antoni Nowak-Przygodzki, Wawrzyniec Dajczak, Aleksander Zakrzewski, Eustachy Gaberle, Władysław Dobrzaniecki, Stanisław Maczewski, Stanisław Ostrowski, Franciszek Kmietowicz, Tadeusz Marciniak, Teofil Zakrzewski, Władysław Goertz, Kazimierz Tyszka, Tadeusz Bigo, Kazimierz Zakrzewski, Jan Zahradnik.

## Przed zamachem majowym
„Zespół Stu” powstał w 1923 r. we Lwowie, założony przez kombatantów broniących miasta przed Ukraińcami. Mając autonomię w ramach endecji działał za zgodą samego Dmowskiego. Początki grupy sięgają czasów jeszcze przed 1914. Zespół początkowo pełnił rolę wewnętrznej opozycji w Związku Ludowo-Narodowym na terenie Lwowa i Małopolski Wschodniej.

## Po zamachu majowym
Po przewrocie majowym 1926 r. działacze „Zespołu Stu” wystąpili ze stronnictwa i poparli obóz rządzący. Wielkim sukcesem „Zespołu Stu” i sanacji było przejęcie organu lwowskiej endecji – „Słowa Polskiego” w grudniu 1927. Rozmowy o przejęciu gazety zaczęły się w  grudniu 1926. Dokonano tego m.in. przy wsparciu finansowym wojewody Piotr Dunin Borkowski i ziemian: Kornela Krzeczunowicza oraz Tadeusza Reya. Po wyborach 1928 „Słowo Polskie” służyło propagandzie głoszonej przez rząd i Bezpartyjny Blok Współpracy z Rządem (BBWR).

## Literatura
- Andrzej Paczkowski, Prasa polska w latach 1918-1939, Warszawa 1980, s. 98.
- Mariusz Patelski, Kornel Krzeczunowicz – żołnierz, ziemianin i pisarz, “Zeszyty Historyczne”, Paryż 2001, z. 138, s. 98-114,
- Jarosław Tomasiewicz: Naprawa czy zniszczenie demokracji? Tendencje autorytarne i profaszystowskie w polskiej myśli politycznej 1921–1935.  Katowice 2012,  s. 206-212.